# 范揚盛
范揚盛（1937年10月21日—），台灣旅居美國紐約僑民，曾代表中國國民黨以僑選身份當選為第四屆立法委員。